# Coahoma (Mississippi)
Coahoma è una città (town) degli Stati Uniti d'America, situata nella contea di Coahoma, nello Stato del Mississippi.